# Front Side Bus
 For alternative betydninger, se FSB. (Se også artikler, som begynder med FSB)
Front Side Bus, forkortet FSB, er navnet på en processors databus. Den styrer hvor hurtigt processoren kan kommunikere med de andre komponenter, mest RAM'ene, i computeren.
| Hardware | Spire Denne artikel om computere og anden hardware er en spire som bør udbygges. Du er velkommen til at hjælpe Wikipedia ved at udvide den. |